# Reaktivní formace
Reaktivní formace je název pro reakci člověka, který u sebe samotného nějaké chování potlačil a nyní ho chce potlačit u někoho jiného. Důvodem jsou jeho pocity úzkosti navozené předtím z daného chování.
Jde vlastně o psychologické vysvětlení morálního ponaučení, které tak kritizoval Friedrich Nietzsche. Příkladem může být snaha napraveného kuřáka zabraňovat v kouření ve svém okolí. Jiný příklad je požadavek mužů, aby žena ve středním věku byla stále slušná, ačkoli „ona se již ponořila do červené“ (vychovává děti). To, co bylo potlačeno na její popud, se nyní vynořuje proti ní. Sekvence života muže je totiž z tohoto pohledu opačná a začíná červenou.